# Trzemeszno (công xã)
Gmina Trzemeszno là một vùng đô thị-nông thôn (huyện hành chính) trong Gnieźnieński, Wielkopolskie, ở phía tây-trung tâm Ba Lan. Khu hành chính của nó là thị trấn Trzemezno, nằm khoảng 16 kilômét (10 mi) về phía đông Gniezno và 64 km (40 mi) về phía đông của thủ đô Pozna regional.
Gmina có diện tích là 174,81 kilômét vuông (67,5 dặm vuông Anh), và tính đến năm 2006, tổng dân số của nó là 14.019 (trong đó dân số của Trzemezno lên tới 7.789, và dân số của vùng nông thôn của Gmina là 6.230).

## Làng
Ngoài thị trấn Trzemeszno, Gmina Trzemeszno chứa các làng và các khu định cư của Bieślin, Brzozowiec, Bystrzyca, Cytrynowo, Dąbrowa, Duszno, Dysiek, Folusz, Gołąbki, Grabowo, Huta Trzemeszeńska, Ignalin, Jastrzębowo, Jerzykowo, Kamieniec, Kierzkowo, Kozłówko, Kozłowo, Kruchowo, Kurze Grzędy, Ławki, Lubin, Miaty, Mijanowo, Milawa, Niewolno, Ochodza, Ostrowite, Pasieka, Płaczkowo, Popielewo, Powiadacze, Rudki, Smolary, Święte, Szydłowo, Szydłowo Drugie, Trzemżal, Wydartowo, Wymysłowo và Zieleń.

## Gmina lân cận
Gmina Trzemezno giáp với các Gmina của Gniezno, Mogilno, Orchowo, Rogowo và Witkowo.